# Exèrcit d'Alliberament de Preševo, Medveđa i Bujanovac
L'Exèrcit d'Alliberament de Preševo, Medveđa i Bujanovac (albanès: Ushtria Çlirimtare e Preshevës, Medvegjës dhe Bujanocit, UCPMB) va ser un grup guerriller actiu entre 1999 i 2001, que va lluitar per la independència de Sèrbia (llavors Iugoslàvia) per als tres municipis: Preševo, Bujanovac, i Medveđa, llar de la majoria dels albanesos de Sèrbia central, adjacent a Kosovo, en el Conflicte del sud de Sèrbia o Conflicte de la Vall de Preševo. Els uniformes, els procediments i les tàctiques de l'UCPMB eren iguals que els del dissolt Exèrcit d'Alliberament de Kosovo. L'objectiu de l'UCPMB va ser la secessió d'aquests municipis de Iugoslàvia i unir-los al futur Kosovo.